# Гороховатка (село)
Горохова́тка  (колишня назва — Остропілля) — село в Україні, у Борівській селищній громаді Ізюмського району Харківської області. Населення за переписом 2001 року становить 557 осіб, з яких 246 — чоловіки і 311 — жінки.

## Географія
Село Гороховатка знаходиться на заході Ізюмського району в місці впадіння річки Гороховатка в Оскільське водосховище (річка Оскіл). Через водосховище є міст. На півдні село межує з селом Бахтин, на сході з селом Підлиман, на півночі з селом Гаврилівка та на заході з селом Мирне. Північніше від села розташований Кучерівський ліс. Через село проходить шосе Р79 сполученням Ізюм — Куп'янськ.

## Історія

Гороховатський пристін поблизу Банських перелазів на мапі річки Оскіл XVII ст.

Гороховатка на мапі 1785 року

### Походження назви й час заснування
Село було засноване в 1670 ріку і спочатку було містом "Остропілля". Заснував місто полковник Григорій Донець. У 1683 році зафіксовано нову назву міста - "Гороховець", що виникла від однойменної річки. Нова назва "Гороховатка" витіснила стару назву "Остропілля" на початку XVIII століття

### Подальші роки
У 1679 році село стало частиною Ізюмської оборонної лінії.
У XVIII столітті (до 1765 року) Гороховатка — сотенний центр Ізюмського козацького слобідського полку. Містечко мало власну ратушу і городового отамана.
У 1863 році в сусідньому селі Калинове спалахнув виступ селян, у котрому брали участь і селяни Гороховатки. Під час революції 1905–1907 років у Гороховатці в 1905 році відбулася сходка селян, на котрій вони вимагали розподілу поміщицької землі. Деякі селяни свавільно почали орати її.
Червона окупація в селі була встановлена в січні 1918 року. У 1929 році було проведено примусову колективізацію.
Село постраждало внаслідок Голодомору 1932—1933 рр.. Кількість встановлених жертв — 121 людина.
На фронтах Другої світової війни і в партизанських загонах боролись 350 мешканців Гороховатки.
У 1958 році, у зв'язку з будівництвом Оскільського водосховища, у селі Гороховатка було знесено кілька вулиць, а їхніх мешканців було переселено в інше місце.

### Незалежна Україна
12 червня 2020 року, відповідно до Розпорядження Кабінету Міністрів України № 725-р «Про визначення адміністративних центрів та затвердження територій територіальних громад Харківської області», увійшло до складу Борівської селищної громади.
19 липня 2020 року, в результаті адміністративно-територіальної реформи та ліквідації Борівського району, увійшло до складу Ізюмського району Харківсько області.
У березні 2022 року було окуповане рашистськими окупаційними військами, також була зруйнована школа, частково поштове відділення, кілька будинків, а також деякі споруди фермерського господарства. 
Звільнено 9 вересня українською армією.

## Етимологія назви
Стверджується, що назва походить від злиття двох слів — в «горах ховатися».
У зв'язку з перейменуванням в 2005 році села з Горохуватка на Гороховатка, у документації часто відбувається плутанина.

## Населення

### Мова
Розподіл населення за рідною мовою за даними перепису 2001 року:
| Мова            | Кількість | Відсоток |
| --------------- | --------- | -------- |
| українська      | 521       | 93.54%   |
| російська       | 34        | 6.10%    |
| румунська       | 1         | 0.18%    |
| інші/не вказали | 1         | 0.18%    |
| Усього          | 557       | 100%     |

## Визначні пам'ятки
Пам'ятками села вважається курган Скорботні могили, поселення салтівської культури (періоду VIII — X століть), а також братська могила радянських вояків і пам'ятний знак воякам, які народилися у цьому селі.
По сусідству з Гороховаткою був Гороховатський монастир (до наших днів не зберігся).

## Економіка
У селі є молочно-товарна, свинячо-товарна і вівце-товарна ферми, машинно-тракторні майстерні, а також виробничий сільськогосподарський кооператив «Батьківщина».

## Об'єкти соціальної сфери
- Гороховатська школа І-ІІІ ст.

## Відомі люди
У селі народилися ректор Харківської духовної семінарії Антоновський Степан Іванович та радянський військовий Шутько Єгор Йосипович.